# 津市市人民政府
29°36′44″N 111°53′03″E / 29.612203°N 111.88411°E
津市市人民政府（简称津市市政府）是中华人民共和国湖南省常德市津市市的行政管理机关。现任市长是彭子晟，2021年上任。

## 沿革
1949年8月，津市市人民政府成立，属于湖南省辖市，1952年撤销，改设澧县津市镇，1953年复设省辖市津市市。1958年，澧县与津市市合并，1961年再次由澧县析出津市市。1963年再次撤销改设澧县津市镇，作县一级对待。1979年12月，中华人民共和国国务院批准再次析澧县设津市市。

### 反腐败工作
2011年12月13日，长沙市中级人民法院对刘万清受贿案一审宣判：刘万清犯受贿罪、巨额财产来源不明罪、徇私舞弊暂予监外执行罪，数罪并罚判处无期徒刑，并且没收个人全部财产，剥夺政治权利终身，其受贿犯罪所得及其他违法所得财物折合人民币共计1700余万元，上缴国库。

## 历任市长
| 姓名   | 就任日期   | 卸任日期   | 备注        |
| ------ | ---------- | ---------- | ----------- |
| 刘万清 | 1991年     | 1995年6月  | [ 4 ] [ 5 ] |
| 宋冬春 | 1997年4月  | 1999年12月 | [ 6 ]       |
| 何英平 | 2002年5月  | 2006年6月  |             |
| 尹正锡 | 2006年7月  | 2011年12月 |             |
| 罗先东 | 2011年12月 | 2015年3月  | [ 7 ]       |
| 陈章杰 | 2015年3月  | 2017年12月 | [ 8 ]       |
| 黄旭峰 | 2017年12月 | 2021年7月  | [ 9 ]       |
| 彭子晟 | 2021年10月 |            | [ 10 ]      |